# Иллюзорная корреляция
Иллюзорная корреляция (англ. illusory correlation) — когнитивное искажение, преувеличенное тесной связью между переменными, которая в реальности или не существует, или значительно меньше, чем предполагается. Типичным примером могут служить приписывание группе этнического меньшинства отрицательных качеств. Иллюзорная корреляция считается одним из способов формирования стереотипов.
Феномен иллюзорной корреляции чаще всего наблюдается, когда события необычные, заметные и бросаются в глаза.

## Классическое исследование
Иллюзорная корреляция впервые была обнаружена в ходе экспериментов Чэпмен и Чэпмен (Chapman and Chapman) (1967). Понятием «иллюзорная корреляция» они обозначили тенденцию людей переоценивать связь между двумя группами, когда представлена отличительная и необычная информация.
В ходе их эксперимента испытуемым, не имеющим медицинской подготовки, предлагалась информация о гипотетических душевнобольных. Затем им предлагалось оценить частоту, с который каждый диагноз (например, паранойя) сопровождался особенностями рисунка (например, большие глаза). В ходе эксперимента выяснилось, что испытуемые преувеличивали частоту совпадения естественных ассоциаций (большие глаза — паранойя). Данные эксперимента подвергли сомнению состоятельность проективных методик как психодиагностического инструмента.

## Исследование роли иллюзорной корреляции в формировании стереотипов
Как показали исследования Дэвида Гамильтона и Роберта Гиффорда (1976), иллюзорные корреляции могут быть источниками стереотипных убеждений в отношении меньшинств. В ходе эксперимента они показывали испытуемым слайды, на которых были изображены различные люди, принадлежащие к группе А или Б, и говорили, что те делали нечто желательное или нежелательное. Было показано в 2 раза больше членов группы А, чем группы Б, но обе группы совершали девять желательных поступков на четыре нежелательных. Поскольку члены группы Б и их нежелательные действия появлялись реже, то их одновременное упоминание было необычной ситуацией, которая привлекала внимание людей. Испытуемые переоценили частоту совершения нежелательных поступков «представителями меньшинства» (членами группы Б) и дали группе Б более жесткую оценку. Дэвид Гамильтон и Роберт Гиффорд пришли к выводу, что иллюзорные корреляции порождают расовые стереотипы.
Гамильтон и Роуз (1980) обнаружили также, что стереотипы могут привести к ожиданию от некоторых групп определённых черт, а затем к переоценке частоты, с которой эти корреляции происходят на самом деле.

## Теоретическое обоснование
Большинство исследователей полагают, что источником иллюзорной корреляции являются психологические эвристики, в частности эвристика доступности. Эвристика доступности — это интуитивный процесс оценки вероятности или частоты события по тому, насколько легко приходят на ум схожие события. Как полагают Д. Канеман и А. Тверски, доступность является естественной причиной иллюзорной корреляции, поскольку в рамках этой эвристики человек будет считать более связанными между собой события, которые ему легче представить вместе.
Иллюзорная корреляция связана также с таким когнитивным искажением, как «предвзятость подтверждения» (тенденция интерпретировать информацию таким образом, чтобы подтвердить уже имеющуюся).

### Обработка информации
Существует модель обработки информации, которая предполагает шумовое преобразование объективных наблюдений в субъективные суждения. Теория определяет шум как смешение этих наблюдений во время извлечения из памяти. Согласно модели, лежащие в основе познания или субъективные суждения идентичны шуму или объективным наблюдениям, которые могут привести к чрезмерной уверенности или тому, что известно как предвзятость консерватизма — когда участников спрашивают о поведении, они недооценивают большинство или большую группу и переоценивают меньшинство или меньшую группу. Эти результаты являются иллюзорными корреляциями.

### Объем рабочей памяти
Также было исследовано влияние объема рабочей памяти на формирование иллюзорных корреляций. Изучив индивидуальные различия в рабочей памяти, учёные обнаружили, что люди с более высоким объемом рабочей памяти смотрели на членов меньшей группы более позитивно, чем люди с более низким объемом рабочей памяти. Во втором эксперименте авторы изучали влияние нагрузки на рабочую память на иллюзорные корреляции. Они обнаружили, что повышенная нагрузка на рабочую память приводит к увеличению распространенности иллюзорных корреляций. Эксперимент был разработан специально для проверки рабочей памяти, а нестимульной памяти. Это означает, что появление иллюзорных корреляций было вызвано дефицитом центральных когнитивных ресурсов, вызванным нагрузкой на рабочую память, а не избирательными воспоминаниями.

### Теория внимания
Теория внимания в обучении предполагает, что сначала изучаются особенности групп большинства, а затем особенности групп меньшинств. Это приводит к попытке отличить меньшинство от большинства, что приводит к более быстрому усвоению этих различий. Теория внимания также утверждает, что вместо формирования одного стереотипа относительно группы меньшинства формируются два стереотипа, один для большинства и один для меньшинства. Также в ходе исследований было обнаружено, что обучение людей тому, как происходит иллюзорная корреляция, приводит к снижению частоты иллюзорных корреляций.